# Kirgizistans damlandslag i volleyboll
Kirgizistans damlandslag i volleyboll representerar Kirgizistan i volleyboll på damsidan. Laget spelade sin första internationella match vid Islamic Solidarity Games 2017. Där mötte de i första matchen värdarna Azerbajdzjan i en match som de förlorade 3-0 i set. De förlorade även mot Turkiet, men mot Tadzjikistan vann laget sin första seger. Laget kom till slut trea i turneringen. Laget har även deltag i CAVA-mästerskapen 2019, i vilket de åter kom trea och 2021, där de kom sjua.

### Fotnoter
1. ↑  ”Nepal capture asian senior women's central zone championship with unbeaten record” (på engelska). Asian Volleyball Confederation. https://asianvolleyball.net/new/nepal-capture-asian-senior-womens-central-zone-championship-with-unbeaten-record/. Läst 12 februari 2023.
2. ↑  Preechachan (28 maj 2023). ”SRI LANKA AND MALDIVES POWER PAST THEIR RESPECTIVE RIVALS TO FINISH 5TH AND 7TH AT CAVA WOMEN’S VOLLEYBALL CHALLENGE CUP” (på engelska). Asian Volleyball Confederation. https://asianvolleyball.net/new/sri-lanka-and-maldives-power-past-their-respective-rivals-to-finish-5th-and-7th-at-cava-womens-volleyball-challenge-cup/. Läst 23 oktober 2023.
3. ↑  hamrokhelkud (18 maj 2023). ”CAVA Women's Challenge Cup 2023” (på engelska). https://www.hamrokhelkud.net/tournaments/cava-womens-challenge-cup-2023/. Läst 18 januari 2025.